# Орлов Руслан Сергійович
Орлов Руслан Сергійович (30 вересня, 1949, Кривий Ріг, Дніпропетровська область — 2013, Київ)
Народився 1949 року у Кривому Розі у сім'ї геолога Сергія Петровича Орлова та фізик-математика Людмили Андріївни Євченко.
У 1974 році закінчив Київський Художній Інститут, за фахом мистецтвознавець, археолог.
У 1966—1977 роках працював в експедиціях і в штаті Інституту археології НАН України (з 1970 року).
З 1977 року науковий співробітник Інституту археології НАН України.
Дисертація: Художня культура Київської Русі Х~ХІ сторіч.
Руслан Орлов очолює археологічні експедиції:
- у 1978—1983 роках вивчення середньовічної Білої Церкви — давньоруського Юр'їва;
- У 1979 році у Новгород-Сіверський;
- у 1984, 1994—1997 роках у давньоруський Василів;
- у 1985—1989 роках разом з Євгеном Максимовим очолював Київську обласну експедицію по Зводу пам'яток історії і культури;
- у 1992 році у Межиріч;
- у 1990—1996 роках у Вишгород.

Відкрив археологічну пам'ятку у селі Козаровичі 1968 року.
Досліджував:
- античні і візантійські пам'ятки Керченського півострова у 1969—1973 роках;
- античну Тіру — середньовічний Білгород-Дністровський у 1973 році;
- кургани з пам'ятками мідної доби, бронзи доби й скіфські (Ранньозалізна доба) у 1971—1977 роках;
- городища й могильники слов'янської роменської культури 1977—1978 роках;
- стоянку неандертальця мустьєрської доби Ак-Кая у Криму у 1974 році;
- пам'ятки зарубинецької культури під Каневом у 1970, 1972, 1974 роках.

Автор близько 200 наукових праць з ранньослов'янської та середньовічної археології, прикладного мистецтва та архітектури Київської Русі. У 1986 був співавтором 3-го тому «Археология Украинской ССР». За результатами досліджень у Вишгороді Рісланом Орловим разом з Ростиславом Терпіловським підготовлені збірник праць до 1050-річчя згадки про Вишгород у літописі та наукова монографія.

## Праці
- Розвідки ранньослов'янських пам'яток поблизу Києва, 1972;
- Давньоруська вишивка XII сторіччя, 1973 рік;
- Зображення звірів на візантійських пряжках X ст. (з колекції Державного історичною музею УРСР у Києві), 1973 рік;
- Поховання кочівника поблизу с. Поділля на Київщині, 1977 рік;
- Могильники VI—IV ст. до н. е. на Керченському півострові, 1978 рік;
- Нова пам'ятка середньовічного художнього ремесла кочівників, 1978 рік;
- Археология Украинской ССР, том 3, 1986 рік; статьи: Погребения кочевников и клады эпохи раннего средневековья, Юрьев, Ювелирное ремесло, Деревообрабатывающее, косторезное и другие ремесла, Стеклоделие;
- Дегтяр Тетяна, Орлов Руслан. Вишгород. Минуле і сучасне. Київ: Рада 2005 295 с. https://doi.org/10.6084/m9.figshare.24788157.v1